# Joseph R. Grundy
Joseph Ridgway Grundy (ur. 13 stycznia 1863 w Camden, zm. 3 marca 1961 w Nassau) – amerykański polityk, członek Partii Republikańskiej.

## Działalność polityczna
W okresie od 11 grudnia 1929 do 1 grudnia 1930 był senatorem Stanów Zjednoczonych z Pensylwanii (3. Klasa).